# بطولة أوروبا لكرة الماء للسيدات 1993
بطولة أوروبا لكرة الماء للسيدات 1993 كان الموسم الخامس من بطولة أوروبا لكرة الماء للسيدات، وجرت المنافسات في ليدز المملكة المتحدة، ونظمت من قبل الاتحاد الأوروبي للسباحة.

## النتائج
| م       | المنتخب         |
| ------- | --------------- |
| ذهبية   | هولندا          |
| فضية    | روسيا           |
| برونزية | المجر           |
| الرابع  | إيطاليا         |
| الخامس  | فرنسا           |
| السادس  | ألمانيا         |
| السابع  | اليونان         |
| الثامن  | المملكة المتحدة |
| التاسع  | إسبانيا         |
| العاشر  | سويسرا          |